# Dubai Mall
Das Einkaufszentrum Dubai Mall in Dubai in den Vereinigten Arabischen Emiraten ist bezogen auf die Verkaufsfläche mit 350.000 Quadratmetern eines der größten Einkaufszentren der Welt. Es liegt im Stadtteil Downtown Dubai, etwa 800 Meter südlich der mittleren Sheik Zayed Road.

## Überblick
Die Dubai Mall eröffnete am 4. November 2008 mit zunächst 600 Geschäften und beherbergt im Endausbau 1200 Geschäfte, die 37 Millionen Besucher pro Jahr anziehen sollen. Dieses Ziel wurde im ersten Jahr mit rund 30 Millionen Besuchern jedoch nicht erreicht. Es wurden zunächst 14.000 Parkplätze errichtet, ein späterer Ausbau ist eingeplant.
Mit den öffentlichen Verkehrsmitteln ist die Dubai Mall seit Januar 2010 über die 800 Meter entfernte Station der Dubai Metro erreichbar. Als Verbindung zwischen der Mall und der Station Burj Khalifa/Dubai Mall wurde im Dezember 2012 der Metro Link in Betrieb genommen, eine klimatisierte und mit Rollbändern ausgestattete Gangway. Weiterhin gibt es einen Zubringerbus (sog. Feederbus), der nach der Eröffnung des Gangways jedoch an Bedeutung verlor.
Das Einkaufszentrum verfügt weiter über 120 Gastronomiebetriebe sowie über den größten Gold-Souk der Welt mit 220 Geschäften, eine Kunsteisbahn mit Olympia- und Eishockeymaßen, einen musikgesteuerten Springbrunnen, eine 24 Meter hohe Wasserkaskade, einen Saal für Modenschauen, ein Multiplex-Kino mit 22 Sälen, ein Präsentationszentrum für Computerspiele, sowie über ein betreutes Kinder-Abenteuerland.

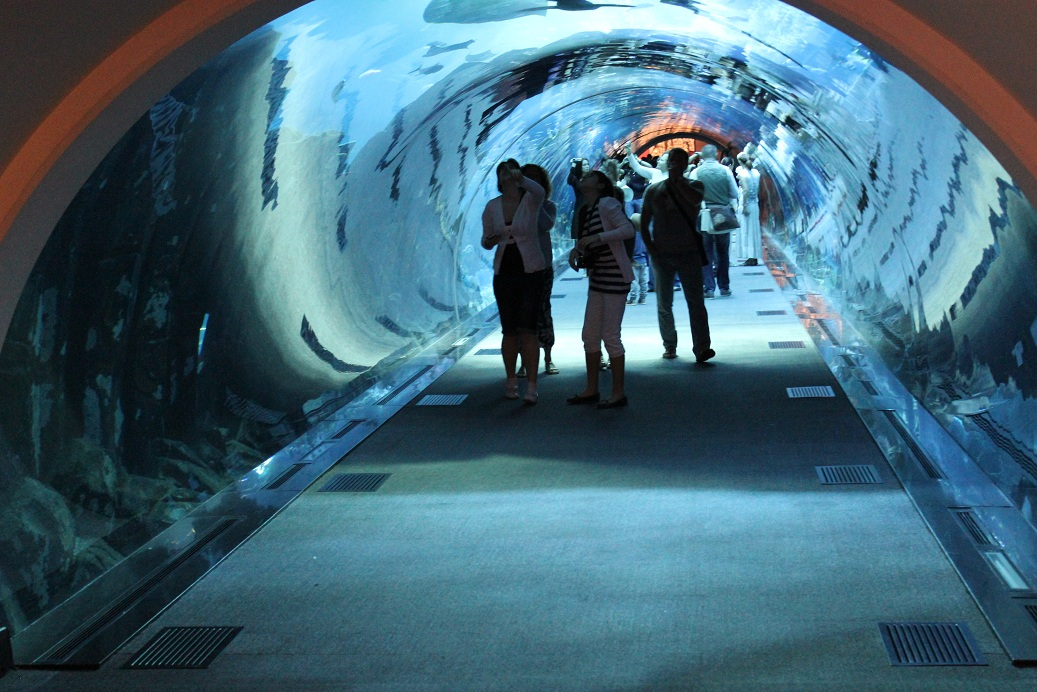
Der unter dem Aquarium hindurchführende Tunnel

Eine Kindereisenbahn fährt in der zweiten Ebene auf einer etwa 3 km langen Strecke.
Eine weitere Attraktion der Dubai Mall ist das sich über drei Etagen erstreckende Aquarium. Das größte Becken hat eine Grundfläche von 51 × 20 Meter und ist 11 Meter hoch. In dem aus 75 Zentimeter dicken Acrylglas bestehenden größtem Becken befinden sich in 10.000 Kubikmetern Seewasser, das man dem Persischen Golf entnahm, 33.000 Seetiere und Fische u. a. Haie mehrerer Arten, Barsche, Rochen und andere Riffbewohner. Krokodile,  Riesenkrabben aber auch Robben und Pinguine befinden sich in weiteren kleineren Becken. Durch das untere Becken verläuft ein zwei Meter hoher schmaler Fußgängertunnel, dessen Wände nur 19 Zentimeter dick sind, was der natürlichen Größenwiedergabe der Tiere dient. Da kein natürliches Licht in das Becken dringt, verfügt es über eine Lichtanlage mit Regie für Tag- und Nachtsimulation; ebenso über Fütterungsautomaten und eine wassersparende Wasserumlauf- und Reinigungstechnik, das Wasser wird mit Ozon keimfrei gehalten. Alle eingebauten und echt aussehenden Felsen- und Korallenobjekte sind aus Kunststoff, um die Wasserqualität stets unter Kontrolle zu haben. Die Wassertemperatur wird konstant bei 24 Grad Celsius gehalten. Am 25. Februar 2010 mussten das Aquarium und die umliegenden Geschäfte nach einem Sprung im Acrylglas wegen des austretenden Wassers für einige Stunden gesperrt werden, Tiere sind dabei nicht zu Schaden gekommen. Das Dubai Aquarium und Discovery Center erhielt den Guinness-Weltrekord für die größte Acrylglas-Scheibe, sowie für das größte Shopping Mall-Aquarium.
Die Dubai Mall, geplant von Emaar Properties, ist Teil des Projektes Downtown Dubai, zu dem eine größere Anzahl Apartment- und Bürogebäude, zahlreiche Hotels und ein neu gebauter Stadtteil, der den Eindruck einer arabischen Altstadt vermitteln soll, eine Wasserbeckenlandschaft mit der weltgrößten Springbrunnenanlage sowie als Mittelpunkt der welthöchste Wolkenkratzer Burj Khalifa gehört. Zu diesem gibt es eine direkte fußläufige Verbindung von der Dubai Mall, in der sich auch der Zugang zur Aussichtsplattform des Burj Khalifas befindet.